# اتحادیه کمونیست‌ها
اتحادیه کمونیست‌ها (انگلیسی: Communist League) حزب سیاسی بین‌المللی بود که در ژوئن ۱۸۴۷ در لندن بنیان گذاشته شد. این سازمان از طریق ادغام اتحادیه عدالت به رهبری کارل شاپر و کمیته مکاتبات کمونیست بروکسل که کارل مارکس و فردریش انگلس شخصیت‌های محوری آن بودند تشکیل شد. این اتحادیه نخستین سازمان سیاسی مارکسیست محسوب می‌شود. مارکس و انگلس مانیفست حزب کمونیست را در اواخر سال ۱۸۴۷ برای این سازمان نوشتند. این اتحادیه در نوامبر ۱۸۵۲ به‌طور رسمی و پس از دادگاه کمونیست کلن منحل شد.